# Sixten Ehrling

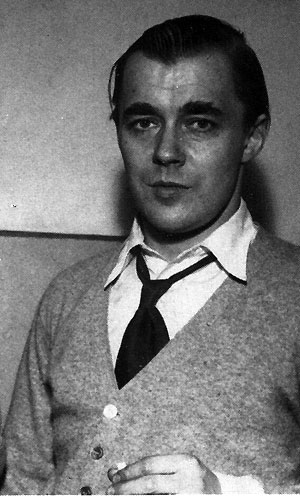
Sixten Ehrling

Sixten Ehrling (3 de abril de 1918 - 13 de febrero de 2005) fue un director de orquesta sueco que, durante una larga carrera, desempeñó el cargo de director musical de la Ópera Real de Estocolmo y de director principal de la Orquesta Sinfónica de Detroit, entre otros. 

## Biografía
Ehrling nació en Malmö (Suecia), de padre banquero. A los 18 años asistió a la Academia Real de la Música de Suecia en Estocolmo. En la academia estudió violín, órgano y piano, así como dirección. Durante la Segunda Guerra Mundial, estudió con Karl Böhm y Albert Wolff. 
Hizo su debut público como director con la Real Orquesta Filarmónica de Estocolmo en 1950, dirigiendo La consagración de la primavera de Igor Stravinsky de memoria. En 1953 fue nombrado director musical de la Ópera Real de Estocolmo, cargo que desempeñó hasta 1960. Durante estos años trabajó en estrecha colaboración con el aclamado tenor Jussi Björling y con la soprano Birgit Nilsson. A principios de la década de 1950, Ehrling realizó la primera grabación completa de las sinfonías de Jean Sibelius con la orquesta de Estocolmo. En 1959, Ehrling ocupa la producción de la ópera Aniara, compuesta por Karl-Birger Blomdahl, en el Festival Internacional de Edimburgo. 
Ehrling renunció a su cargo con la Ópera Real de Estocolmo y partió a Estados Unidos. En 1963 sustituyó a Paul Paray como director principal de la Orquesta Sinfónica de Detroit. 
Ehrling impartió clase en la Academia Juilliard entre 1973 y 1987. Desde 1974 hasta 1976 fue director principal de la Orquesta Sinfónica de Gotemburgo.
Murió en Nueva York, donde había vivido desde la década de 1970. Estaba casado con una bailarina de la Ópera de Estocolmo, Gunnel Lindgren. Tuvo dos hijas. 
Ehrling dirigió cerca de 700 obras, incluyendo 24 estrenos mundiales, y colaboró él la inauguración del Meadow Brook Summer Music Festival. En 1973, dirigió por primera vez en la Ópera del Metropolitan, lugar en el que dirigió 12 óperas diferentes. Dirigió 55 orquestas y agrupaciones musicales en América del Sur y del Norte, y un sinfín de orquestas alrededor del mundo a lo largo de su carrera. 
- Datos: Q1356552
- Multimedia: Sixten Ehrling / Q1356552